# Łasiewity
Łasiewity – wieś sołecka w Polsce położona w województwie mazowieckim, w powiecie makowskim, w gminie Rzewnie.
Wierni Kościoła rzymskokatolickiego należą do parafii św. Jacka w Rzewniu.
W latach 1975–1998 miejscowość administracyjnie należała do województwa ostrołęckiego.